# Gaye
Gaye település Franciaországban, Marne megyében. Lakosainak száma 581 fő (2022. január 1.). Gaye Linthelles, La Chapelle-Lasson, Chichey, Marigny, Pleurs, Queudes és Saint-Remy-sous-Broyes községekkel határos.

## Népesség
A település népességének változása:
| Lakosok száma | 506  | 556  | 549  | 556  | 581  | 593  | 588  | 590  | 596  | 581  |
|               | 1968 | 1982 | 1990 | 2006 | 2013 | 2015 | 2017 | 2019 | 2020 | 2022 |